# 안녕 앤
안녕 앤(일본어: こんにちは アン Before Green Gables)은 닛폰 애니메이션에서 제작한 애니메이션으로 세계명작극장 시리즈 중 한 편이다. 2009년 4월 5일부터 12월 27일까지 방영되었다.

## 등장인물
- 버트 토머스
- 조안나 토머스
- 일라이저 토머스
- 켄드릭 해먼드
- 샬럿 해먼드
- 해거티
- 조셉
- 에이미
- 스펜서 부인

## 방영 목록
| 회차       | 주제                   |
| ---------- | ---------------------- |
| 1화        | 빨강머리 앤            |
| 2화        | 앤이라는 이름          |
| 3화        | 아담한 노란 집         |
| 4화        | 황금빛 샘물            |
| 5화        | 엘리자의 사랑          |
| 6화        | 희망이 태어나다        |
| 7화        | 차가운 바람과 장미꽂   |
| 8화        | 마나먼 선율            |
| 9화        | 메리스빌로 가다        |
| 10화       | 신기한 달걀 장수       |
| 11화       | 겨울에 핀 해바라기     |
| 12화       | 학교에 처음 가는 날    |
| 13화       | 내친구 세이디          |
| 14화       | 랜돌프의 꿈            |
| 15화       | 소풍을 가자!           |
| 16화       | 책장 만들기            |
| 17화       | 우리의 무대            |
| 18화       | 사랑의 행방            |
| 19화       | 눈물의 티파티          |
| 20화       | 위험한 함정            |
| 21화       | 마지막 작별의 눈       |
| 22화       | 어느 멋진 손님         |
| 23화       | 작고 연약한 생명       |
| 24화       | 크리스마스의 마법      |
| 25화       | 눈보다 더 차가운 슬픔  |
| 26화       | 토머스 가족과의 이별   |
| 27화       | 저 언덕 너머에         |
| 28화       | 혼자만의 수업          |
| 29화       | 해거티 아주머니의 비밓 |
| 30화       | 산들바람 별장의 추억   |
| 31화       | 마지막 하나 남은 희망  |
| 32화       | 최악의 첫인상          |
| 33화       | 공포의 하룻밤          |
| 34화       | 낮선 마을로            |
| 35화       | 테사의 눈물            |
| 36화       | 희망이 담긴 편지       |
| 37화       | 따뜻한 밪에 감싸여     |
| 38화       | 꽂이 피어나는 아침     |
| 최종화(39) | 프린스 에드워드 섬으로 |